# Klaragasverket

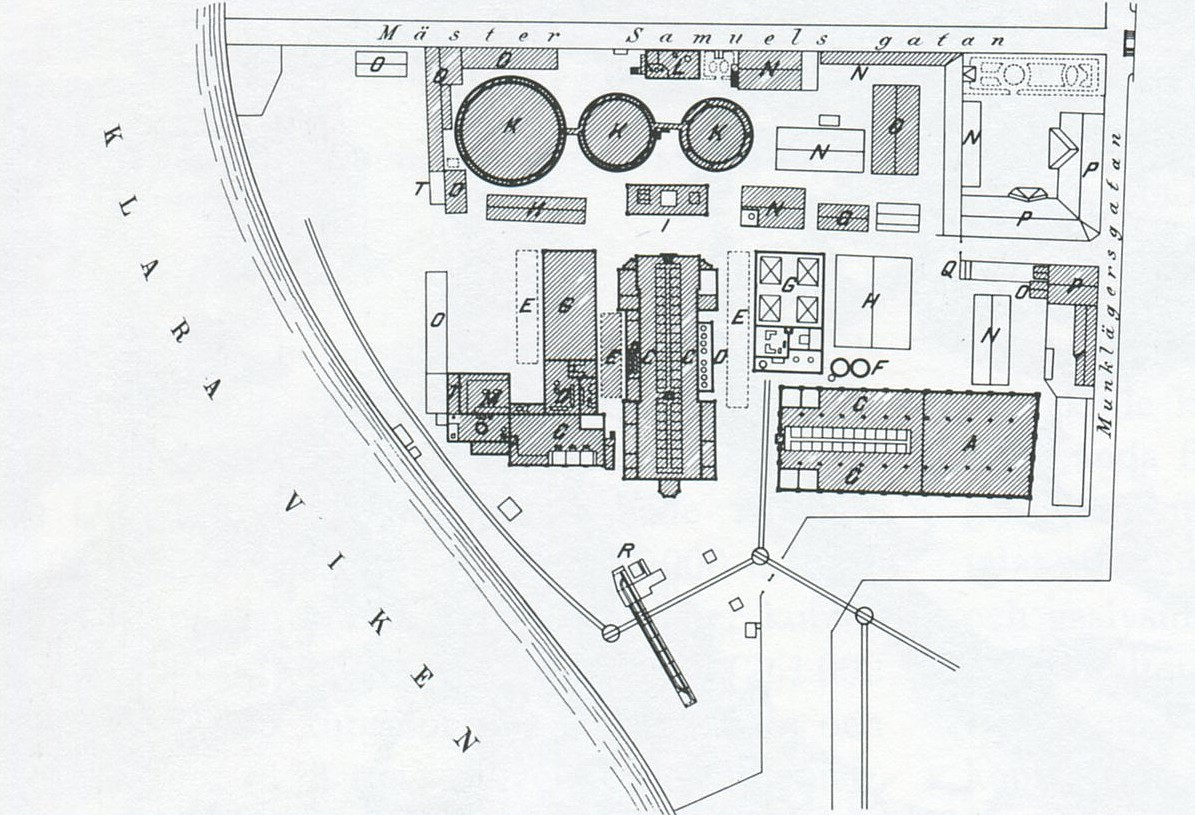
Klaragasverket omkring 1890.

Klaragasverket var ett gasverk i Stockholm vid Klara sjö och som fanns mellan 1853 och 1919. Klaragasverket var stadens första gasverk. Klaragasverket, som övertogs av staden 1884, blev snart för litet och ett nytt, betydligt större gasverk uppfördes vid Värtan år 1890.

## Gaslysnings-aktie-bolaget

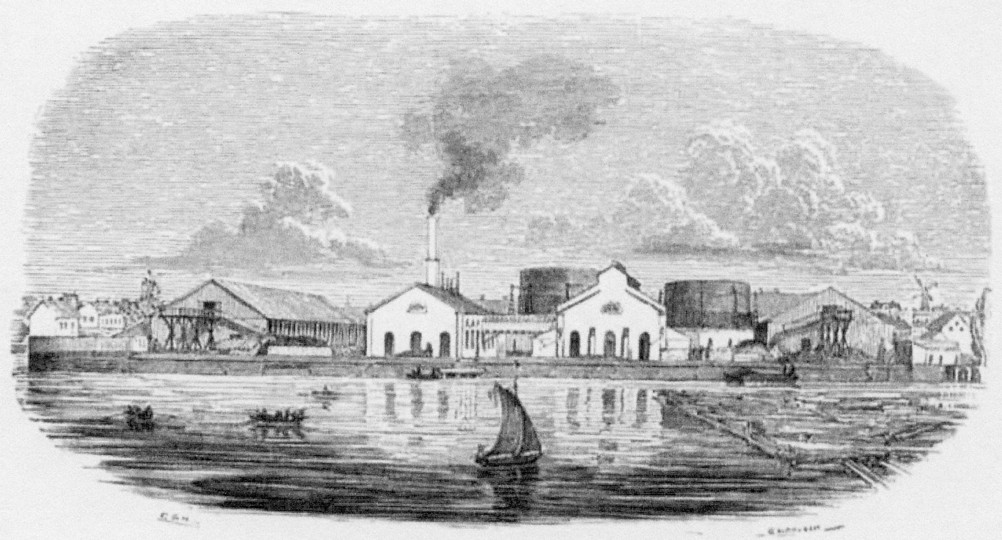
Gaslysnings-aktie-bolagets "Klaragasverk", illustration från 1855

Tillkomsten av Stockholms stadsgas och Klaragasverket är nära förbunden med utbyggnaden av Stockholms gatubelysning. Den första gatubelysningen med gas demonstrerades i Paris 1801 och det första kommersiella gasverket byggdes 1812 i London av London and Westminster Gas Light and Coke Company. År 1824 erbjöd sig ett engelskt gasföretag att i Stockholm inrätta ett gasverk och förse hela staden med gasbelysning.
Det dröjde emellertid till 1848 innan frågan väcktes igen om en gasbelysning i Stockholm. I maj 1849 fattades beslutet om att införa gasbelysning i Stockholm. Gaslysnings-aktie-bolaget i Stockholm eller Stockholms Gaslysnings AB började sin verksamhet 1852 och företaget övertog den ”allmänna lyshållningen”, dels med gaslyktor och dels med oljelampor. Då hade både Göteborg (1846) och Norrköping (1851) hunnit före Stockholm att skaffa gasverk.

## Klaragasverket

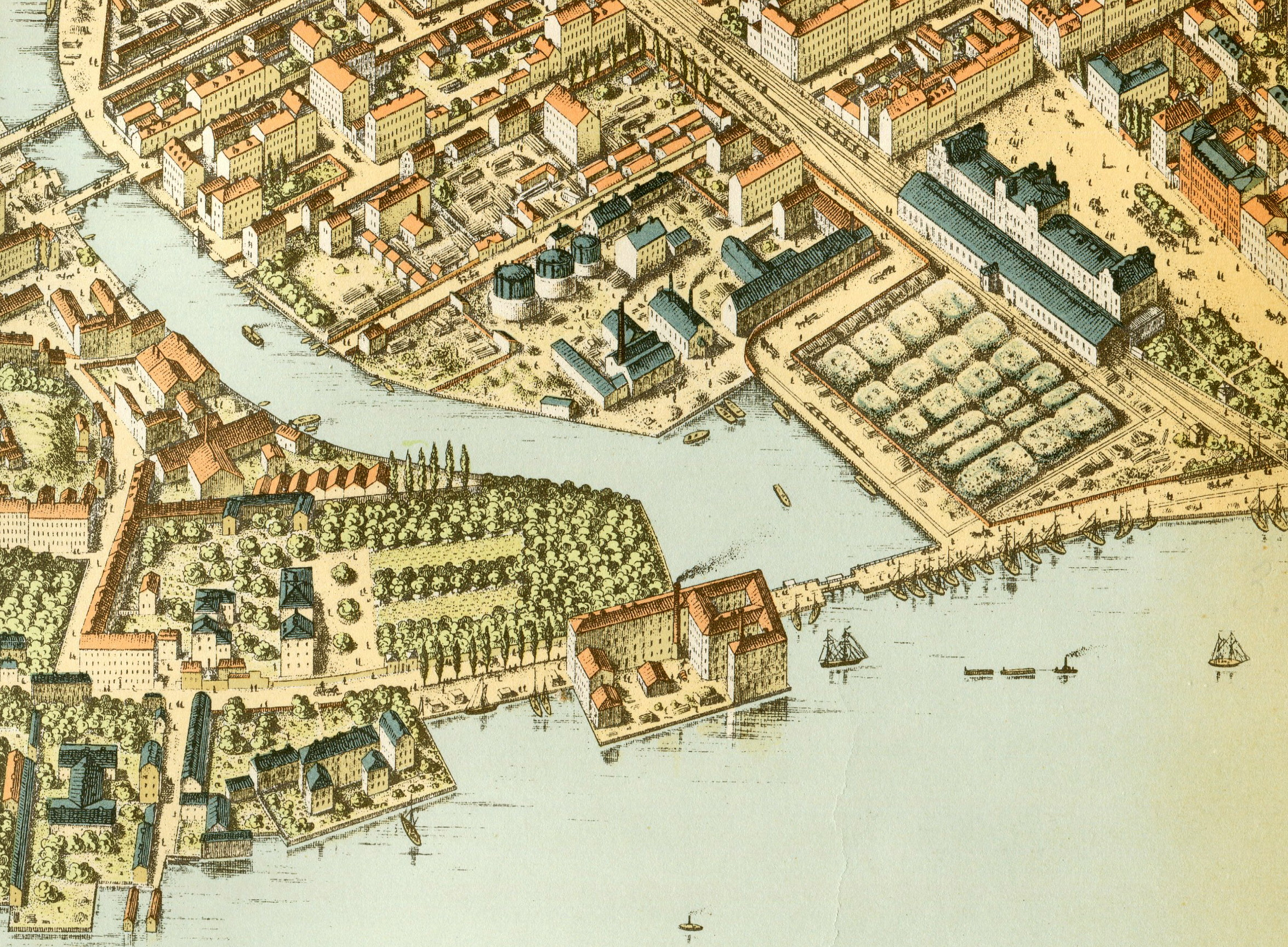
Gasverket och Klara sjö på Heinrich Neuhaus Stockholmspanorama från 1870.

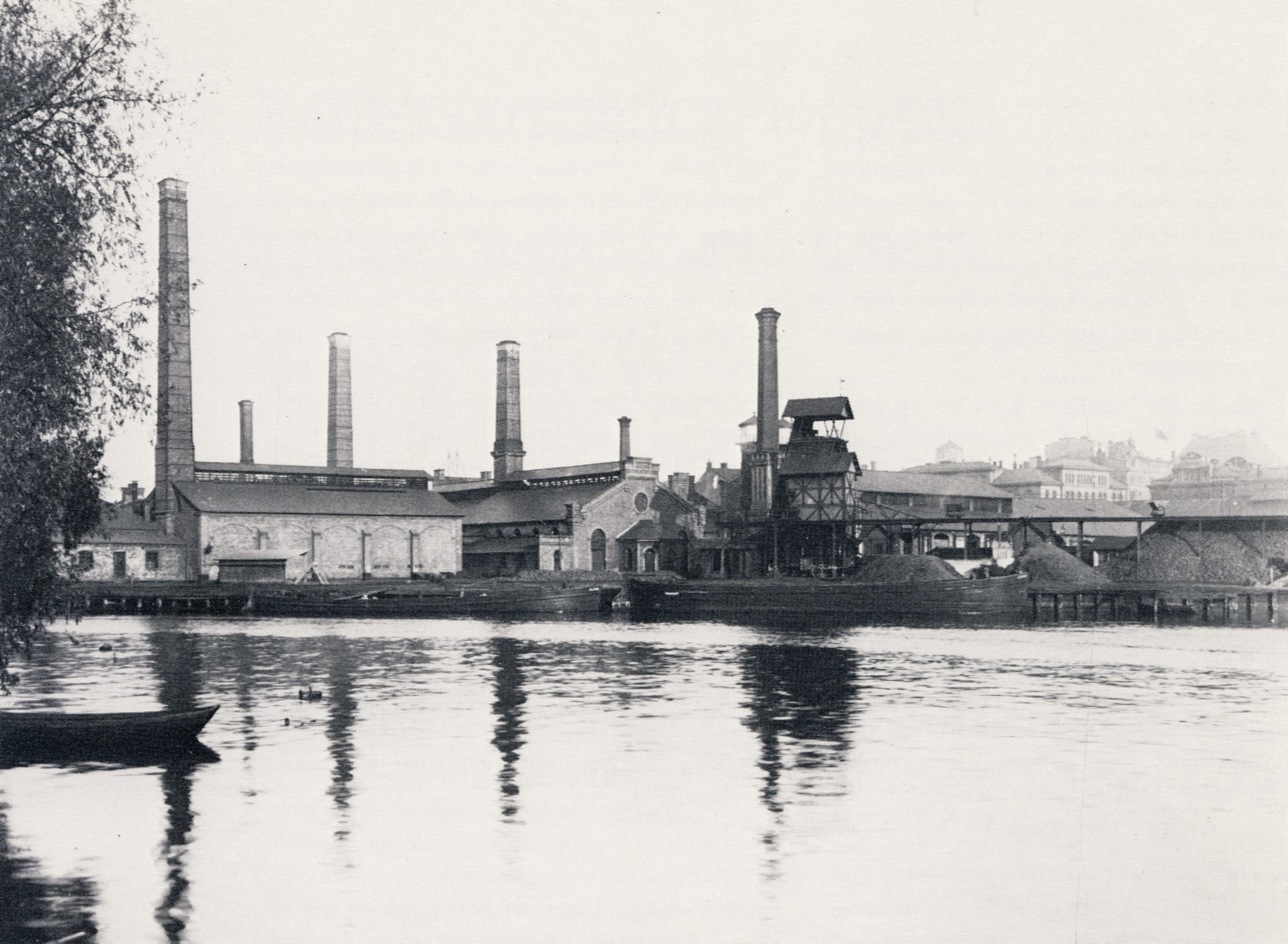
Klaragasverket omkring 1903

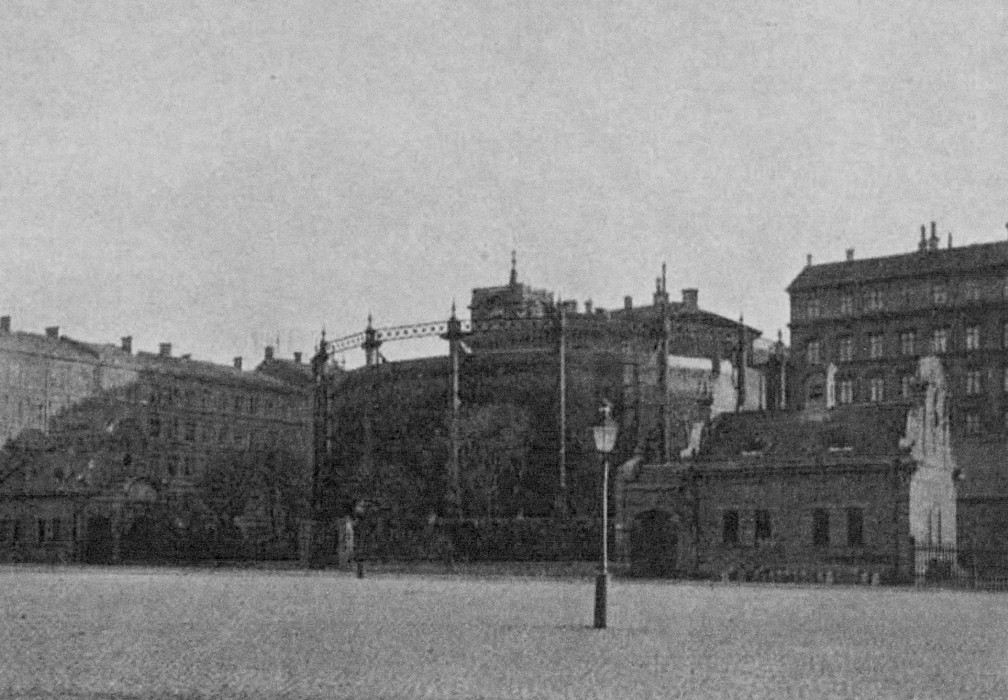
Gasklockan i kvarteret Klockan, Norra Bantorget

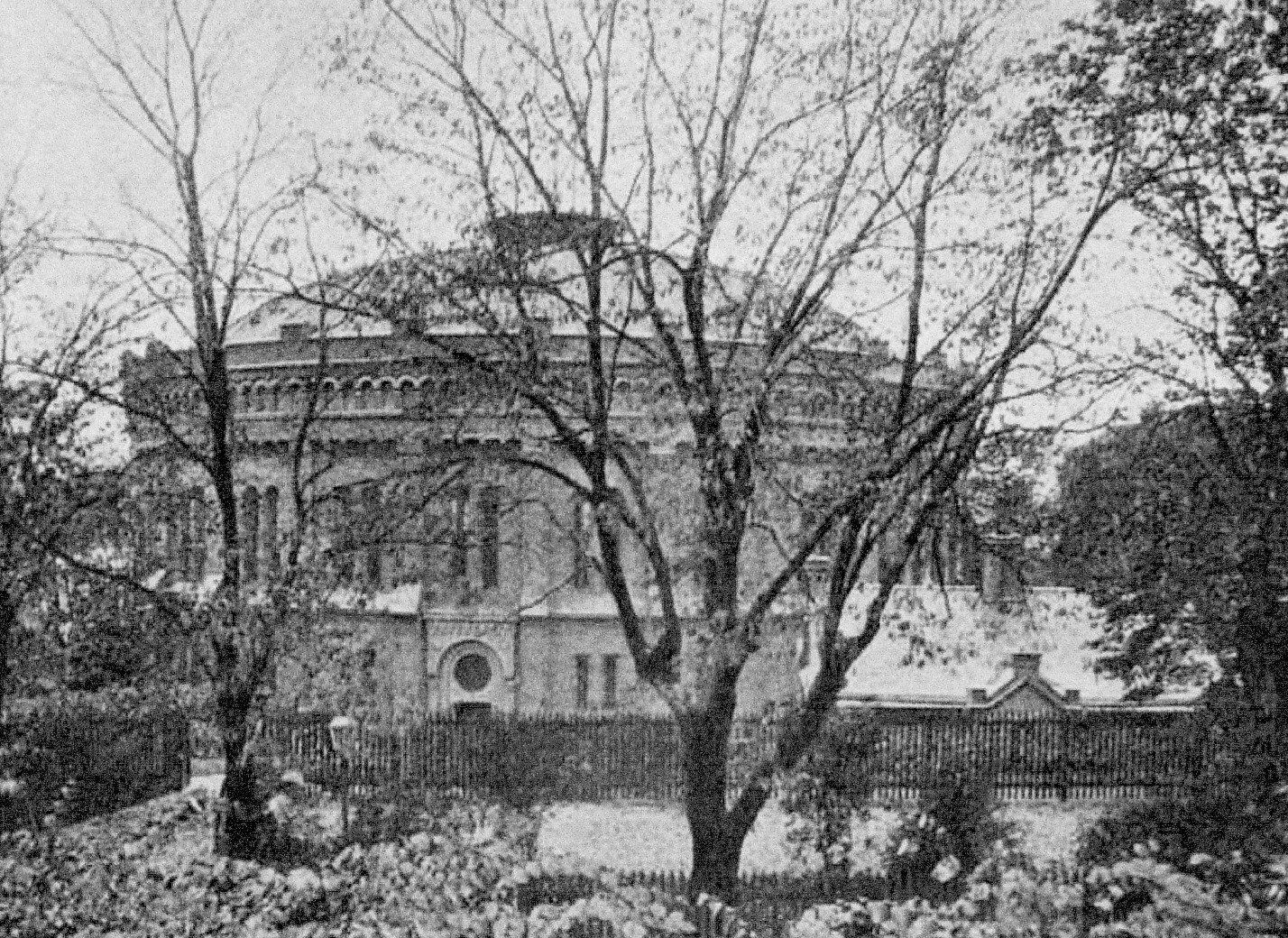
Gasklockan vid Sabbatsberg 1883

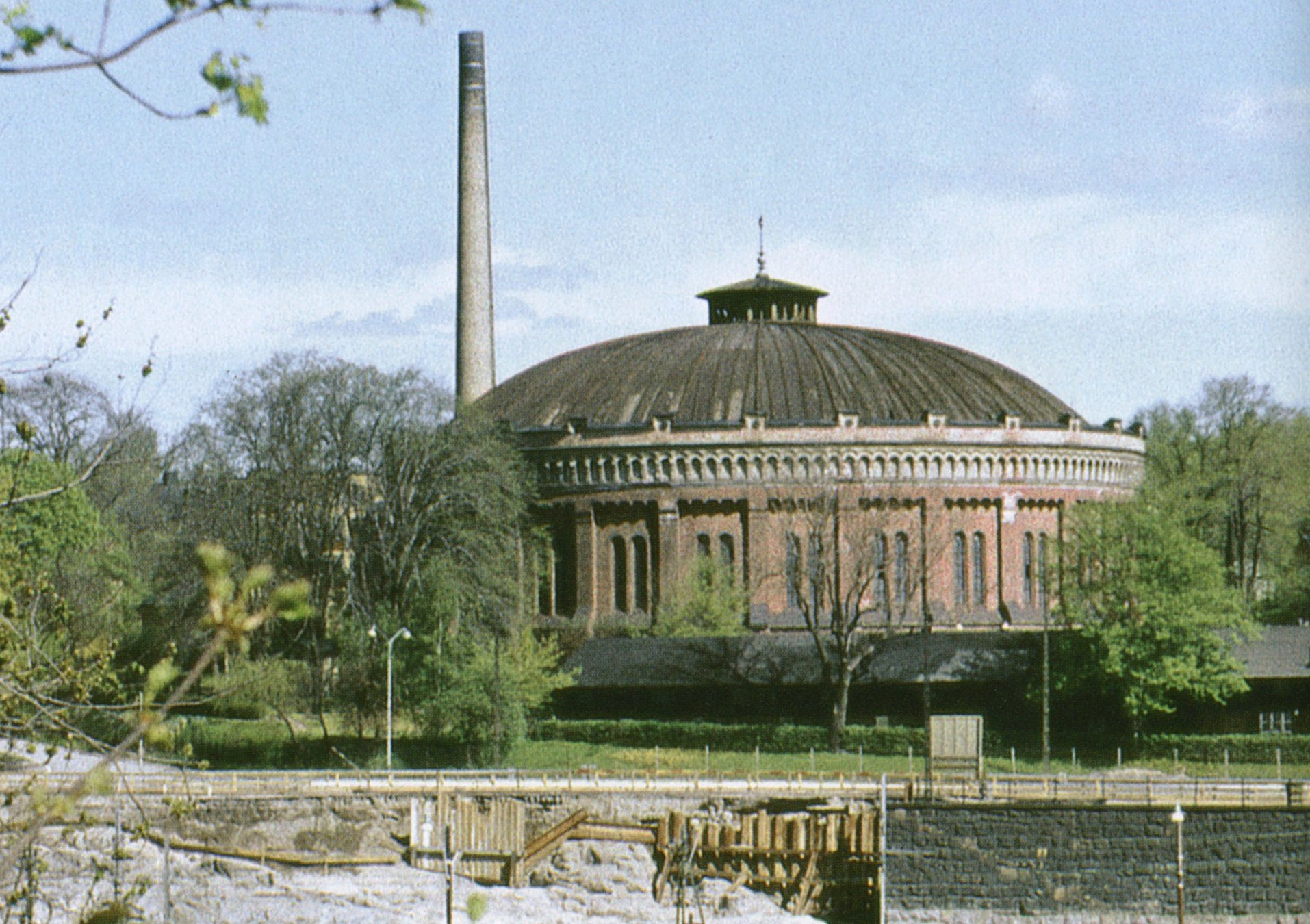
Gasklockan vid Sabbatsberg 1960-tal

Det nya gasverket skulle byggas på en plats söder om dåtidens västliga förlängning av Mäster Samuelsgatan, (numera platsen för World Trade Center) vid Klara sjö. Tomten betecknades som “... en under en lång följd av år, genom utförande af avskräden, sopor och hvariehanda orenlighet i Clara sjö tillkommen upplandning...”. Tomten för det framtida gasverket var alltså en av stadens soptippar, som vid högt vattenstånd i Klara sjö översvämmades och bildade ett “stinkande träsk”.  Man letade även efter en annan lämplig tomt och hade ett förslag till etablering på Ladugårdslandet, men därav blev inget.
Tomten vid Klara sjö krävde omfattande grundförstärkningar med pålning och påfyllnad med grus innan byggarbetena kunde börja. År 1852 började byggnadsarbetena och 1853 invigdes Klaragasverket. Den 18 december 1853 tändes den första gaslyktan på Norrbro. I januari 1854 fanns gasbelysningen i Klara, Jakobs och Nikolai församlingar. Gasverket vid Klara sjö fick dock snart inkörningsproblem och leveranssvårigheter, tillbyggnader och ombyggnader blev aktuella samt en ny gasklocka det dröjde därför till 1860 innan gasbelysningen kom till stadens övriga delar.
Det centrala läget medförde vissa protester och arkitekten Ernst Jacobsson fick i uppdrag att försköna anläggningen. Han ritade 1876 två små hus framför gasklockan varav det östra inrymde gastryckreglaget samt en apparat för att värma upp vattnet i gasklockans bassäng, medan det västra utgjorde bostad för klockans tillsyningsman.
När verket hade fått ordning på sin gasproduktion ökade gasförbrukningen stort under artonhundratalets sista hälft. Men gasverket fick även kritik i pressen, speciellt i Aftonbladet, för dess höga priser, påstådda olyckor i verket och dålig skötsel av belysningen. 1880 skev därför Gaslysnings-aktie-bolaget ett tio sidor långt genmäle till Aftonbladets kritiska artikelserie, där man försvarade gasens och gasverkets förträfflighet och inledde med följande ord:
”Det klander, som af den s. k. ”sakkunniga pennan”  blivit riktadt mot gasverket, har afseende dels å gasens ljusstyrka och sättet för dess kontrollering, dels gasklockornas beskaffenhet, dels det höga gaspriset och slutligen den nyligen verkställda aktiekonverteringen, hvilken enligt hvad det uppgives skulle grunda sig på ett oskälig högt uppskattande af gasverkets värde. Vi skola taga dessa punkter hvar för sig i betraktande…”.
I början av 1880-talet försåg gasverket ca 4 000 gatlyktor runt om i staden med gas och årsproduktionen hade stigit till 7,3 miljoner m3. Vid tiden för Allmänna konst- och industriutställningen 1897 fanns omkring 6 600 gaslyktor i staden som sköttes av cirka 140 man. Förutom gasen producerades koks som en biprodukt vid gasproduktionen, denna såldes som bränsle. I oktober 1878 blev löjtnanten vid väg- och vattenbyggnadskåren Adolf Ahlsell chef för verket, då hade han redan varit anställd som ingenjör i några år. Han fick behålla sin tjänst när staden tog över driften av Klaragasverket och han skulle senare även bli överingenjör för Värtagasverket.
År 1877 avslog stadsfullmäktige en begäran från gasverket om en förlängning av lyshållningskontraktet med tio år. Vid koncessionstidens utgång 1884 övergick gasverket i staden ägo. Inlösensumma för verk, rörnät och inventarier uppgick till 3 003 333 kronor. Från och med nu besörjdes Stockholms offentliga belysning och driften av Klaragasverket och senare även av Värtagasverket och Stockholms elektricitetsverk av Stockholms stad under firmanamnet ”Stockholms gasverk”. Redan året innan gasverket hade gått över i stadens ägo, påbörjades byggnaden av en femte och sista gasklocka, denna gång vid Sabbatsberg. Byggnaden ritades av Per Emanuel Werming som reviderade Valfrid Karlsons tredjeprisförslag i den föregående arkitektävlingen. Den lanterninprydda tegelvolymen med en yttre diameter på 48- och en inre höjd på 34 meter kunde börja fyllas med gas i augusti 1884.
Det krävdes stora ytor för kolupplag och gasklockor och med de senaste utbyggnaderna var gasverkets tomt helt exploaterad. Gasverket hade plats för tre gasklockor på sin tomt, vid Norra Bantorgets södra sida fanns ytterligare en klocka och vid Sabbatsberg planerades den femte och största.
Det var just det stora kolupplaget som krävde en annan placering och valet föll på Värtahamnen. Här anlades en ny lossningshamn och en kolgård på 13 000 m², därifrån fraktades sedan kolet med järnväg till Klaragasverket.
När tidpunkten för Klaragasverkets ytterligare utvidgning kom väcktes ett förslag om att anlägga ett helt nytt gasverk i Hjorthagen inom Kungliga Djurgården, intill Husarviken och Lilla Värtan. Planerna för nya verket, Värtagasverket, uppgjordes med hänsyn till att Klaragasverket i en framtid skulle komma att läggas ned, och med tanke på ett ökande gasbehov av staden de närmaste 20 till 25 åren.
Successivt tog Värtagasverket över produktionen från Klaragasverket. År 1895 tillverkades 7 119 000 m3 gas vid Klaraverket och 9 665 000 m3 vid Värtaverket, ett år senare var produktionen 4 288 000 m3 respektive 13 676 000 m3, men då låg produktionen i Klaragasverket nere hela sommaren. Klaragasverket togs ur bruk 1919 och nedlades definitivt 1922. Det hade då under de senaste åren endast varit ett reservsystem för Värtaverket.

## Rivning
Klara gasverkets byggnader vid Klara sjö revs i början av 1920-talet för att ge plats åt Stockholms centralstations utökning mot väst som stod klar 1927. Redan tidigare hade området blivit alltmer kringskuret genom utvidgning av SJ:s spårområde. Gasklockan vid Norra Bantorget revs redan 1910 och klockans bassäng byggdes om till en konsertsal som fick namnet "Auditorium" - senare Vinterpalatset. Fastigheten förvärvades 1977 av LO och den sista föreställningen hölls 31 december 1977, varefter byggnaden revs för ett ge plats åt ett kontorshus ritat av arkitekt Sten Lindeberg. Gasklockan vid Sabbatsberg stod kvar till 1970 då även den revs.

### Fotnoter
1. ↑  Om Gasverket i Stockholm, sida 14
2. ↑  Norbelie 1993, sida 89
3. ↑  Bjelfvenstam, Bo (1991). Arkitekt, oscarian, jude: Ernst Jacobsson. Stockholm: Carlsson. Libris 7666020. ISBN 91-7798-437-4
4. ↑  Om Gasverket i Stockholm, sida 6
5. ↑  Stockholms energianvändning under 750 år, sida 5
6. ↑  Stockholms belysningsverk, sida 386
7. ↑  Stockholms belysningsverk, sida 358
8. ↑  Björk m.fl: Sekelskiftets byggteknik - Om arkitekten Valfrid Karlson (1988)
9. ↑  Stockholms belysningsverk, sida 381
10. ↑  Stockholm: Kommunala verk och institutioner i Nordisk familjebok (andra upplagans supplement, 1926)
11. ↑  Stockholms energianvändning under 750 år, sida 6
12. ↑  Hallerdt (1992), s. 29